# Vertiente Artiguista

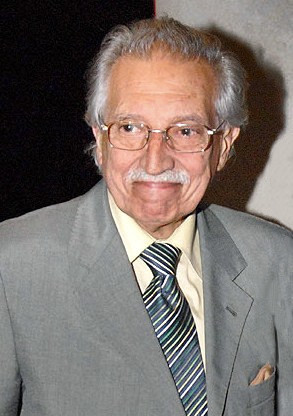
Mariano Arana, ancien maire de Montevideo, membre de l'Axe artiguiste.

Vertiente Artiguista (Axe artiguiste, nommé d'après le libertador José Gervasio Artigas) est un groupe politique uruguayen de centre-gauche, membre du Front large. C'est l'héritier de la Gauche démocratique indépendante (IDI, Izquierda Democrática Independiente), créée pour les élections de 1984, au début de la transition démocratique. L'IDI est devenue l'Axe artiguiste aux élections de 1989, s'alliant avec d'autres groupes, dont notamment Artiguismo y Unidad (Artiguisme et unité), une scission du Parti démocrate chrétien.
Aujourd'hui présidé par Eleonora Bianchi, ancienne élue de la mairie de Montevideo et directrice actuelle de la Région Est du Département de décentralisation de la mairie, l'Axe artiguiste a officiellement apporté son soutien, le 1er février 2009, au candidat Marcos Carámbula pour les élections primaires du 28 juin 2009 au sein du Front large. Ce dernier n'a récolté que très peu de voix, arrivant loin derrière Danilo Astori et José Mujica, vainqueur de ces primaires. Aux élections générales de 2009, l'Axe artiguiste a formé une sub-lema (sous-liste électorale) avec le CAP-L et le Movimiento Canarios de Diego Cánepa.
L'Axe est considéré par de nombreux observateurs comme « porte d'entrée » au sein du Front pour de nombreux électeurs centristes, auparavant attachés à l'un des deux partis traditionnels (blanco ou colorado).

## Origines
Beaucoup des dirigeants de l'Axe artiguiste ont été des militants des Grupos de Acción Unificadora (GAU, Groupes d'actions unificatrices), qui avaient participé à la fondation du Front large en 1971. Ainsi du dirigeant syndical Héctor Rodríguez Castro, de Carlos Fasano, Martín Ponce de León, José Arocena, Fernando Manta et Enrique Rubio (en),,,. D'autres personnalités historiques incluent  Pedro Seré, avocat du général Líber Seregni, le président du Front large, ou encore María Julia Muñoz (es).

## Personnalités actuelles
Le sénateur Mariano Arana, ancien maire de Montevideo et ministre du Logement, de l'Aménagement du Territoire et de l'Environnement du gouvernement Vázquez I ; l'ancien ministre de la Défense José Bayardi (es) ; le ministre du Travail Eduardo Brenta du gouvernement Mujica; le directeur de l'Oficina de Planeamiento y Presupuesto (es) Enrique Rubio (en), ou Martín Ponce de León, président de l'entreprise publique Obras Sanitarias del Estado (es), sont aujourd'hui des cadres importants de ce mouvement. Daoiz Uriarte a présidé le parti.

## Source originale
- (es) Cet article est partiellement ou en totalité issu de l’article de Wikipédia en espagnol intitulé « Vertiente Artiguista » (voir la liste des auteurs).